# La maledizione della prima luna (videogioco)
La maledizione della prima luna (Pirates of the Caribbean) è un videogioco del 2003 pubblicato per Xbox e Windows, sviluppato dalla Akella e pubblicato dalla Bethesda Softworks. Inizialmente era prevista una versione anche per PlayStation 2, che però non è stata mai ultimata. La TDK Mediactive ha invece pubblicato una versione per GameBoy Advance intitolata Pirates of the Caribbean: The Curse of the Black Pearl.

## Versione per PC e Xbox
La maledizione della prima luna è un videogioco di ruolo d'azione nel quale il giocatore, nel ruolo del capitano Nathaniel Hawk, deve affrontare una serie di missioni ambientate nei Caraibi del diciassettesimo secolo. Il giocatore ha la possibilità di acquistare nuove navi, reclutare nuovi membri della ciurma e assumere ufficiali che seguiranno Hawk nella sua missione e lo aiuterano nelle battaglie. Il gameplay del gioco ha la peculiarità di ambientare la storia sia a terra che in mare, permettendo al giocatore di migliorare il proprio personaggio guadagnando punti abilità e di acquisire nuove abilità.
Il gioco era stato inizialmente pensato come Sea Dogs II, e doveva essere il sequel di Sea Dogs, videogioco pubblicato nel 2000. Infatti, a parte il tema dei pirati, dell'impostazione e della presenza della Perla Nera, il videogioco ha poche relazione con il film La maledizione della prima luna, pubblicato poco tempo prima del videogioco e di cui rappresenterebbe un tie-in.
La versione PC di questo titolo è uno dei primi videogiochi con il codice multi-threaded, ottimizzato per la tecnologia Intel Hyper-Threading.
L'attrice Keira Knightley, che nel film interpretava il personaggio di Elizabeth Swann, funge da narratrice per la storia del videogioco.

## Versione per GameBoy Advance
La versione del videogioco per GameBoy Advance non ha praticamente nessun elemento in comune con la versione del titolo per Windows e Xbox, mostrandosi molto più collegato al film. Il gioco racconta la storia del capitano Jack Sparrow in gioventù e della sua fuga dall'isola in cui era stato segregato dopo l'ammutinamento della propria ciurma.